# Château d'Hérouville

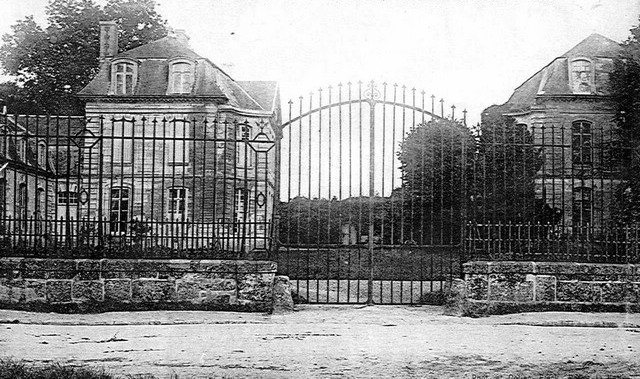
Fachada do Château d'Hérouville

O Château d'Hérouville (comumente chamado de Honky Château) é um château do século XVIII localizado na vila de Hérouville, no departamento de Val d'Oise, na França, perto de Paris. O castelo foi construído em 1740 por "Gaudot", um arquiteto da escola de Roma, a partir dos restos de um castelo anterior do século XVI. No século XIX, foi usado como estação de retransmissão de correios (entre Versalhes e Beauvais), e abrigou centenas de cavalos.
Vários relatos, incluindo um da BBC, sugerem que em meados do século XIX, o compositor polonês Frédéric Chopin conduziu seu caso de amor com a escritora francesa George Sand lá. O castelo foi pintado pelo artista neerlandês Vincent van Gogh, que está enterrado nas proximidades. A propriedade também funcionou como um estúdio de gravação a partir do final da década de 1960, produzindo discos de sucesso icônicos ao longo da década de 1970, até seu fechamento em 1985. O estúdio reabriu em 2020.

## Arquitetura
O castelo é composto por duas alas, além de vários edifícios anexos. Dispõe de 30 quartos, piscina e campo de ténis e está inserido num parque de 1,7 hectares. Um bebedouro de pedra octogonal no pátio é um monumento histórico protegido.

## História do estúdio de gravação
O compositor Michel Magne comprou o castelo em 1962. Ele ficou mais conhecido por ter sido indicado em 1962 pela Academia de Artes e Ciências Cinematográficas por Melhor Música, Trilha Sonora, Adaptação ou Tratamento para Gigot. Ele converteu a construção em um estúdio de gravação residencial depois que um incêndio devastou sua ala esquerda em 1969. O músico, diretor e engenheiro de som Laurent Thibault assumiu a direção do estúdio em junho de 1974.
O estúdio foi mencionado por muitos nomes nos créditos dos álbuns, incluindo Studio Hérouville, Château d'Hérouville, Michel Magne Studios, Strawberry Studios e pelo apelido Honky Chateau.
Roads of Tomorrow, de Rex Foster, foi o primeiro álbum gravado no Château em 1969-70 e lançado em 1971. Em seu site, Foster afirma que, durante as sessões de Roads, ele apelidou o local de "Honky Château".
A banda norte-americana Grateful Dead esteve no castelo em 21 de junho de 1971. O guitarrista Jerry Garcia conta a história:
| “ | Fomos até lá para fazer um grande festival, um festival gratuito que eles iam ter, mas o festival foi cancelado pela chuva. Inundou. Ficamos neste pequeno castelo que pertence a um compositor de trilhas sonoras de filmes que tem um estúdio de gravação de 16 canais construído no castelo, e este é um castelo onde Chopin morou; muito antigo, simplesmente encantador, no campo, perto da cidade de Auvers-sur-Oise, onde Vincent van Gogh está enterrado. Estávamos lá sem nada para fazer: França, um estúdio de gravação de 16 canais no andar de cima, todo o nosso equipamento, pronto para tocar, e nada para fazer. Então, decidimos tocar no próprio castelo, lá atrás, na grama, com uma piscina, tocar nas colinas. Nem tocamos para hippies, tocamos para um punhado de moradores de Auvers. Tocamos e as pessoas vieram — o chefe de polícia, o corpo de bombeiros, todo mundo. Foi um evento e todo mundo se divertiu pra caramba — ficou bêbado, caiu na piscina. Foi ótimo. | ” |

Muitos outros artistas gravaram no castelo, incluindo Elton John, que gravou seus álbuns Honky Château (o título foi inspirado na casa), Don't Shoot Me I'm Only the Piano Player (ambos em 1972) e Goodbye Yellow Brick Road (1973) no estúdio. O Pink Floyd gravou seu sétimo álbum de estúdio, Obscured by Clouds (que também serviu como trilha sonora do filme francês La Vallée), lá em fevereiro de 1972.

Durante o tempo que David Bowie passou no castelo enquanto gravava Low com Tony Visconti e Brian Eno, os três alegaram ter sentido experiências sobrenaturais ou 'assombrosas'. Visconti declarou:
| “ | Certamente havia uma energia estranha naquele castelo. No primeiro dia, David deu uma olhada no quarto principal e disse: "Não vou dormir aí!". Ele ficou com o quarto ao lado. O quarto principal tinha um canto muito escuro, bem ao lado da janela, ironicamente, que parecia simplesmente sugar a luz para dentro. Era mais frio naquele canto também. | ” |

Bowie gravou seu álbum Pin Ups no estúdio em 1973.
Em 1977, os Bee Gees gravaram no castelo para evitar a alta taxa de impostos da Grã-Bretanha, onde gravaram as faixas da trilha sonora de Saturday Night Fever .

### Fechamento em 1985
Problemas legais e financeiros cercaram a venda do castelo por Magne em 1984. O estúdio fechou em 25 de julho de 1985,  um ano após o suicídio de Magne, Thibault e sua equipe tendo sido expulsos pelo liquidatário do espólio de Michel Magne. O castelo e seus jardins foram abandonados aos invasores e ao mato. Em 2013, o castelo foi colocado à venda com um preço inicial de € 1,29 milhão, necessitando de uma reforma estimada em € 300.000.

### Reabertura do estúdio de gravação
Em 2015, um grupo de engenheiros de áudio, incluindo Stéphane Marchi, reconstruiu os estúdios de gravação e iniciou master classes sobre gravação de áudio Sup HD Audio.
Segundo a BBC, o estúdio deveria reabrir em 2016.
Quatro anos após a data de inauguração planejada, as reformas foram concluídas e o Château foi reaberto em setembro de 2020.

## Discografia selecionada
- Gong – Camembert Electrique (1971)
- José Afonso – Cantigas do Maio (1971)
- Elton John – Honky Château (1972), Don't Shoot Me I'm Only the Piano Player (1973), Goodbye Yellow Brick Road (1973)
- Pink Floyd – Obscured by Clouds (1972)
- Joan Armatrading & Pam Nestor – Whatever's for Us (1972)
- T. Rex – The Slider (1972), Tanx (1973)
- Jethro Tull – Nightcap: The Unreleased Masters 1972–1991 (gravado em 1972, lançado em 1993), A Passion Play – An Extended Performance (gravado em 1972, lançado em 2014)
- Cat Stevens – Catch Bull at Four (1972)
- Uriah Heep – Sweet Freedom (1973)
- Chris Bell – I Am the Cosmos (gravado em 1974–75, lançado em 1992/relançado em 2017)
- David Bowie – Pin Ups (1973), Low (1977)[17]
- Nektar – Recycled (1975)
- Rick Wakeman – No Earthly Connection (1976)
- Bad Company – Burnin' Sky (1977)
- Iggy Pop – The Idiot (1977)[18]
- Bee Gees – "How Deep Is Your Love" e "Stayin' Alive" de Saturday Night Fever (1977)
- Jacques Higelin – Alertez les bébés ! (1976), No Man's Land (1977), Champagne pour tout le monde, Caviar pour les autres... (1979)
- Rainbow – Long Live Rock 'n' Roll (1978)
- Sweet – Level Headed (1978)
- Sham 69 – The Adventures of the Hersham Boys (1979)
- Fleetwood Mac – Mirage (1982)
- Michael Schenker Group – Assault Attack (1982)
- Brion Starr – A Night To Remember (2021)

### Artistas selecionados
- José Mário Branco (1971)
- Sérgio Godinho (1971–1972)
- MC5 (1972)
- Alain Kan (1974)
- New Trolls (1978)
- Cláudio Baglioni (1979)
- Kazuhiko Katō (1981)
- Sparks (2022)
- Texas (2023)